# Fabien Centonze
Fabien Centonze (Voiron, 16 de enero de 1996) es un futbolista francés que juega de defensa en el F. C. Nantes de la Ligue 1.

## Trayectoria
Centonze comenzó su carrera deportiva en el Évian Thonon Gaillard de la Ligue 2, en 2015, equipo en el que jugó 30 partidos y marcó tres goles.
En 2016 fichó por el Clermont Foot, que también se encontraba en la Ligue 2, y en 2018 se fue al R. C. Lens, de la misma categoría.
Tras una temporada en el Lens, dio el salto a la Ligue 1 de la mano del F. C. Metz. Con en este equipo disputó 83 partidos en la competición y, tras el descenso a Ligue 2, en septiembre de 2022 fichó por el F. C. Nantes.
En febrero de 2024 salió por primera vez del fútbol francés para jugar lo que quedaba de temporada en el Hellas Verona F. C.

## Clubes
| Club                         | País    | Año       |
| ---------------------------- | ------- | --------- |
| Évian Thonon Gaillard        | Francia | 2015-2016 |
| Clermont Foot                | Francia | 2016-2018 |
| R. C. Lens                   | Francia | 2018-2019 |
| F. C. Metz                   | Francia | 2019-2022 |
| F. C. Nantes                 | Francia | 2022-     |
| Hellas Verona F. C. (cedido) | Italia  | 2024      |